# 沼津市立香貫小学校
沼津市立香貫小学校（ぬまづしりつ かぬきしょうがっこう）は、静岡県沼津市にある公立小学校。

## 沿革
- 1969年12月1日 - 沼津市立第三小学校からの独立が決定
- 1970年4月1日 - 沼津市立香貫小学校創立開校。当初は、第三小の校舎を使用
- 1971年8月1日 - 第1棟校舎落成
- 1972年3月31日 - 体育館落成
- 1972年8月5日 - 第2棟校舎落成
- 1973年7月22日 - プール竣工式
- 1979年3月20日 - 小プール完成
- 2003年3月 - 体育館裏に、児童の手作りビオトープが完成
- 2011年2月7日 - 校舎耐震工事完了

## 出身者
- 松本拓也 - サッカー選手